# Бакинский джазовый фестиваль
Бакинский международный джазовый фестиваль (азерб. Bakı Beynəlxalq caz festivalı) — c 2005 года был основан и проводится заслуженным артистом Азербайджана Раином Султановым при поддержке Министерства Культуры Азербайджана и Фонда культуры Азербайджана., ежегодный музыкальный праздник в Баку. Бакинский джаз фестиваль ежегодно включает в себя концерты, мастер классы, семинары, конкурсы молодых исполнителей, дни детского джаза, дни джаз кино, джем сейшны, арт и фото выставки на тему Джаз. В 2016 году Баку джаз фестиваль вошел в Европейскую Ассоциацию Джаза (European Jazz Network EJN), был особо отмечен метром мирового джаза Херби Хенкоком.

## История
На первом фестивале в 2005 году на нем приняли участие музыканты из 12 стран мира, группы таких музыкантов, как Джо Завинул (Joe Zawinul) из Австрии, Бобо Стенсон, Мария Жоао, российский квартет Якова Окуня, саксофониста Грега Озби (Greg Osby), известных джаз-музыкантов и исполнителей из Азербайджана и многие другие. С 2005 года при поддержке Министерства Культуры и Туризма Азербайджана журналом Jazz Dunyasi были проведены масштабные фестивали, в которых приняли участие практически все звезды мирового джаза (Эл Джероу, Херби Хенкок, Маркус Миллер, Кенни Гаррет, Джошуа Редман, Даяна Кролл, Даяна Ривз, Авишай Кохен и многие другие).
Также в 2005 году в рамках Баку джаз фестиваля журналом Jazz Dunyasi был запущен Международный конкурс молодых исполнителей джаза проект «I am Jazzman!» , победителями которого стали такие талантливые музыканты, как Исфар Сарабский, Риад Маммадов, Алина Ростоцкая и другие
В 2017 году фестиваль продолжался с 20 по 28 октября, в рамках фестиваля состоялся концерт гвинейского музыканта Секоу Куйят. Кроме него в фестивале выступали музыканты из Германии, Швеции, Швейцарии, Нидерландов, Израиля, Франции и др.
В 2018 году фестиваль открыл британский мастер нео-соула Омар Лье-Фука, выступали музыканты и музыкальные коллективы из более 14 стран мира: Лаура Полдвере (Эстония), трио Жан-Кристофа Шолетта (Франция), группа «Music, Music, Music» (Швеция), Ув Стеинметз (Германия), Джан Джанкая и Каган Йылдыз (Турция), трио Мартина Салеми (Бельгия), трио Хельге Леин (Норвегия), группа «Kodaly Spicy Jazz» (Венгрия), Мишель Пиппокуино (Бразилия), трио Рубена Хаина (Голландия), группа Грегори Марета с Кристи Дашел (США). Фестиваль продолжался от 15 до 28 октября.

## Фотогалерея

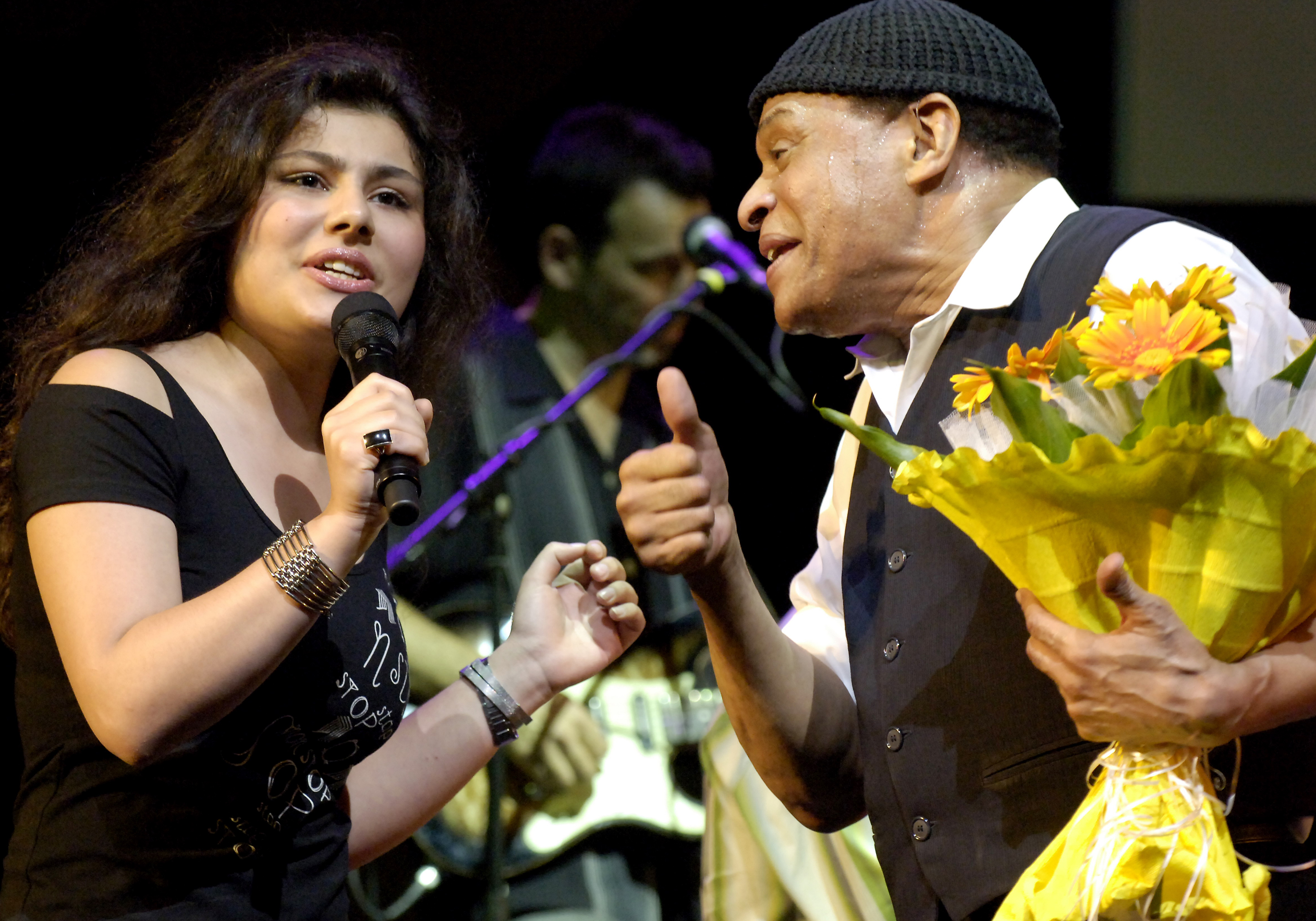
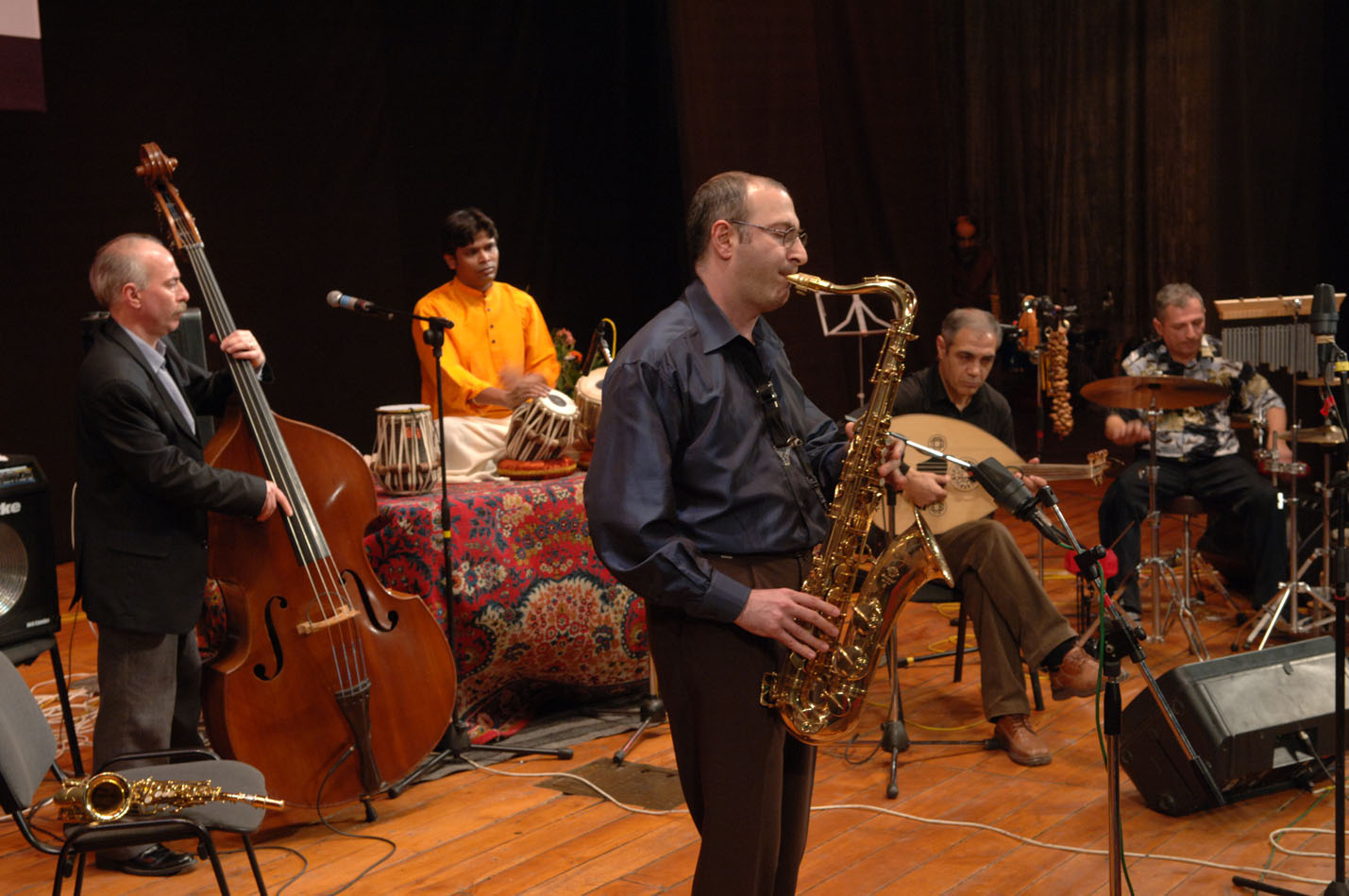
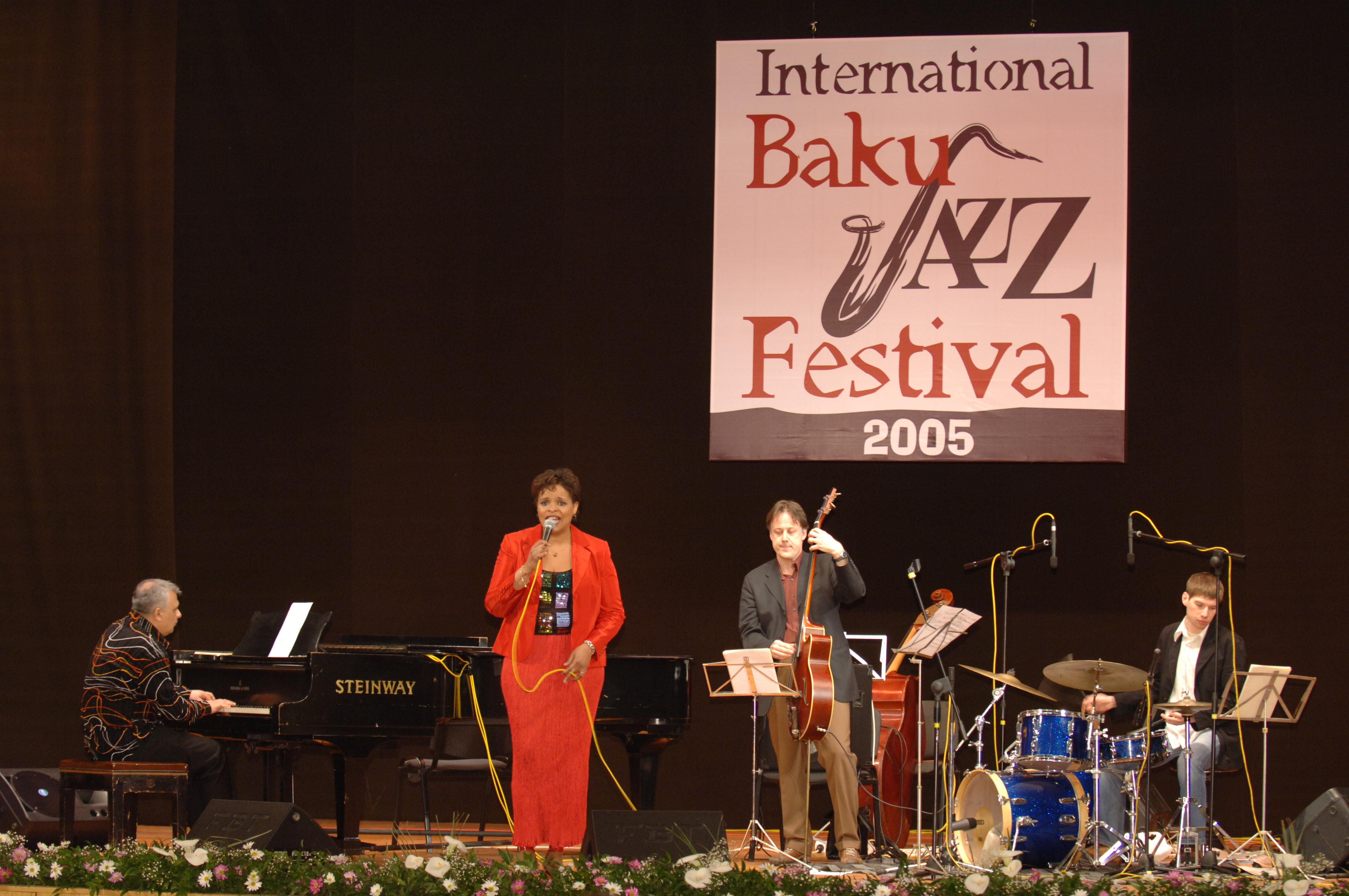